# Niederösterreichischer Cup 1920/1921
Třetí ročník Niederösterreichischen-Cup (rakouského poháru) se konal od 27. února do 10. července 1921. Celkem turnaj hrálo 32 klubů.
Trofej získal poprvé v klubové historii Wiener Amateur, který ve finále porazil Wiener Sportklub 2:1.